# Lammershagen
Lammershagen er en by og en kommune i det nordlige Tyskland, beliggende i Amt Selent/Schlesen i den nordlige del af Kreis Plön. Kreis Plön ligger i den østlige/centrale del af delstaten Slesvig-Holsten.

## Geografi
Lammershagen er beliggende ved sydbredden af Selenter See, der, efter Großer Plöner See, er den næststørste sø i Slesvig-Holsten. Byen ligger desuden ved Bundesstraße 202 fra Kiel mod Lütjenburg.
I kommunen finder man ud over Lammershagen, landsbyerne Bauersdorf, Bellin og Bullenkoppel samt godserne Friedeburg og Lammershagen.